# T.H.E. (The Hardest Ever)
Pour les articles homonymes, voir THE.
Singles de will.i.am
Free
(2011) This Is Love
(2012)
Singles par Mick Jagger
Miracle Worker
(2011)
Singles par Jennifer Lopez
Papi
(2011) Dance Again
(2012)
T.H.E. (The Hardest Ever) est une chanson du chanteur américain will.i.am en collaboration vocale avec Mick Jagger et Jennifer Lopez. Le single sort le 20 novembre 2011 sur les plateformes de téléchargement. Le clip vidéo sort le 12 décembre 2011.

## Clip
Le clip est réalisé par Rich Lee.

## Liste des pistes
Téléchargement digital
1. T.H.E (The Hardest Ever) - 4:47

CD single
1. T.H.E (The Hardest Ever) (Radio Edit) - 4:07
2. Go Home (T.H.E - The Hardest Ever Remix) (avec Wolfgang Gartner) - 4:23

## Classement par pays
| Classement (2011-2012)               | Meilleure position |
| ------------------------------------ | ------------------ |
| Australie (ARIA)                     | 57                 |
| Autriche (Ö3 Austria Top 40)         | 19                 |
| Belgique (Flandre Ultratip 100)      | 5                  |
| Belgique (Wallonie Ultratip 50)      | 6                  |
| Brésil (Billboard Hot 100)           | 50                 |
| Brésil (Billboard Hot Pop Songs)     | 4                  |
| Canada (Hot 100)                     | 10                 |
| Irlande (IRMA)                       | 13                 |
| Roumanie (Romanian Top 100)          | 36                 |
| Écosse (OCC)                         | 6                  |
| Suisse (Schweizer Hitparade)         | 41                 |
| Royaume-Uni (UK R&B Chart)           | 1                  |
| Royaume-Uni (UK Singles Chart)       | 3                  |
| États-Unis Billboard Hot 100         | 36                 |
| États-Unis Billboard Pop Songs       | 31                 |
| États-Unis Billboard Latin Pop Songs | 28                 |
| États-Unis Billboard Latin Songs     | 45                 |

## Historique de sortie
| Pays        | Date             | Format                  |
| ----------- | ---------------- | ----------------------- |
| États-Unis  | 20 novembre 2011 | Téléchargement digital  |
| États-Unis  | 6 décembre 2011  | Top 40/Mainstream radio |
| Allemagne   | 1er juillet 2012 | Téléchargement digital  |
| Allemagne   | 27 janvier 2012  | CD single               |
| Royaume-Uni | 5 février 2012   | Téléchargement digital  |